# Oliver Kieffer
Oliver Kieffer (ur. 27 sierpnia 1979 r. w Nanterre) – francuski siatkarz, grający na pozycji środkowego. Wraz z reprezentacją Francji wywalczył brązowy medal na mistrzostwach świata w 2002 roku.

## Sukcesy klubowe
Puchar Francji:
- 2001, 2004

Mistrzostwo Francji:
- 2001, 2002, 2003, 2011
- 2007, 2008, 2012

Superpuchar Francji:
- 2004

Puchar Challenge:
- 2008

## Sukcesy reprezentacyjne
Mistrzostwa Świata:
- 2002

Mistrzostwa Europy:
- 2003, 2009

Liga Światowa:
- 2006

## Nagrody indywidualne
- 2011: Najlepszy środkowy francuskiej Ligue A, w sezonie 2010/2011